# Unexpected Help
Unexpected Help é um filme mudo norte-americano de 1910 em curta-metragem, do gênero drama, dirigido por D. W. Griffith. O filme foi produzido pela Biograph Company.
Cópia do filme encontra-se conservada na Biblioteca do Congresso dos Estados Unidos.